# A27 (Italië)
De Autostrada A27, ook wel Autostrada d'Alemagna genoemd, is een autosnelweg in het noorden van Italië. De snelweg is 82,5 kilometer lang en verbindt de stad Venetië met Belluno en de Dolomieten.
De A27 loopt vanaf het vliegveld Marco Polo van Venetië (A57) via Mestre, Vittorio Veneto en Belluno naar de aansluiting met de SS51, bij Ponte nelle Alpi.
Bij Mestre heeft de A27 een aansluiting op de A4. De aansluiting op de A28 bij Conegliano is in 2010 gereed gekomen.
Door de erge drukte op de A4 bij Venetië, is er nu een nieuw tracé om Mestre heen gelegd. Daarbij is het tolvrije gedeelte van de A4 omgebouwd tot A57. Door deze veranderingen was de A27 tijdelijk vanaf Mogliano Veneto afgesloten. Op 16 mei 2009 werd het tracé van de A27 weer heropend. Het traject van de A57 is tolvrij gebleven, maar het nieuwe tracé van de A4 is tolplichtig en sluit naadloos aan op de A27. Het tolstation bij Mestre staat in de nieuwe situatie pas ná het knooppunt met de vernieuwde A4.
Winterbanden of het meevoeren van sneeuwkettingen is in de tijd van 15 november tot 15 april vanaf Vittorio Veneto tot Ponte nelle Alpi op de A27 verplicht.

## Plannen
De Italiaanse regering heeft in 2012 de doortrekking van de A27 tot Pieve di Cadore goedgekeurd. Op dit moment loopt Europa-wijd een open aanbesteding voor de aanleg van dit 21 kilometer lange traject. De bouw zal in totaal drie jaar in beslag nemen. Hiermee wil men de lokale regio ondersteunen en toeristische bestemmingen als Cortina d'Ampezzo beter bereikbaar maken. De plannen om de A27 tot en met de A23 bij Tolmezzo door te trekken zijn voorlopig van tafel. Andere plannen zijn om de A27 in Oostenrijk tot de B100 bij Lienz door te trekken.

## Congestie
Over het algemeen is de A27 een uitermate rustige snelweg. Filevorming komt vrijwel alleen voor aan het einde van de A27 bij Ponte nelle Alpi. De belangrijkste veroorzaker hiervan is het wintersportverkeer, maar ook tijdens de zomermaanden kan het er tijdens de weekenden vastlopen.

## Tol
De A27 is een tolweg met een gesloten ticketsysteem tussen Venetië-Noord en Belluno. De tolkosten bedragen €7,80 voor de gehele route, hetgeen neerkomt op een gemiddelde kilometerprijs van €0,11. Beide uiteinden van de snelweg zijn tolvrij. Op rustige dagen is het tolstation van Belluno onbemand.

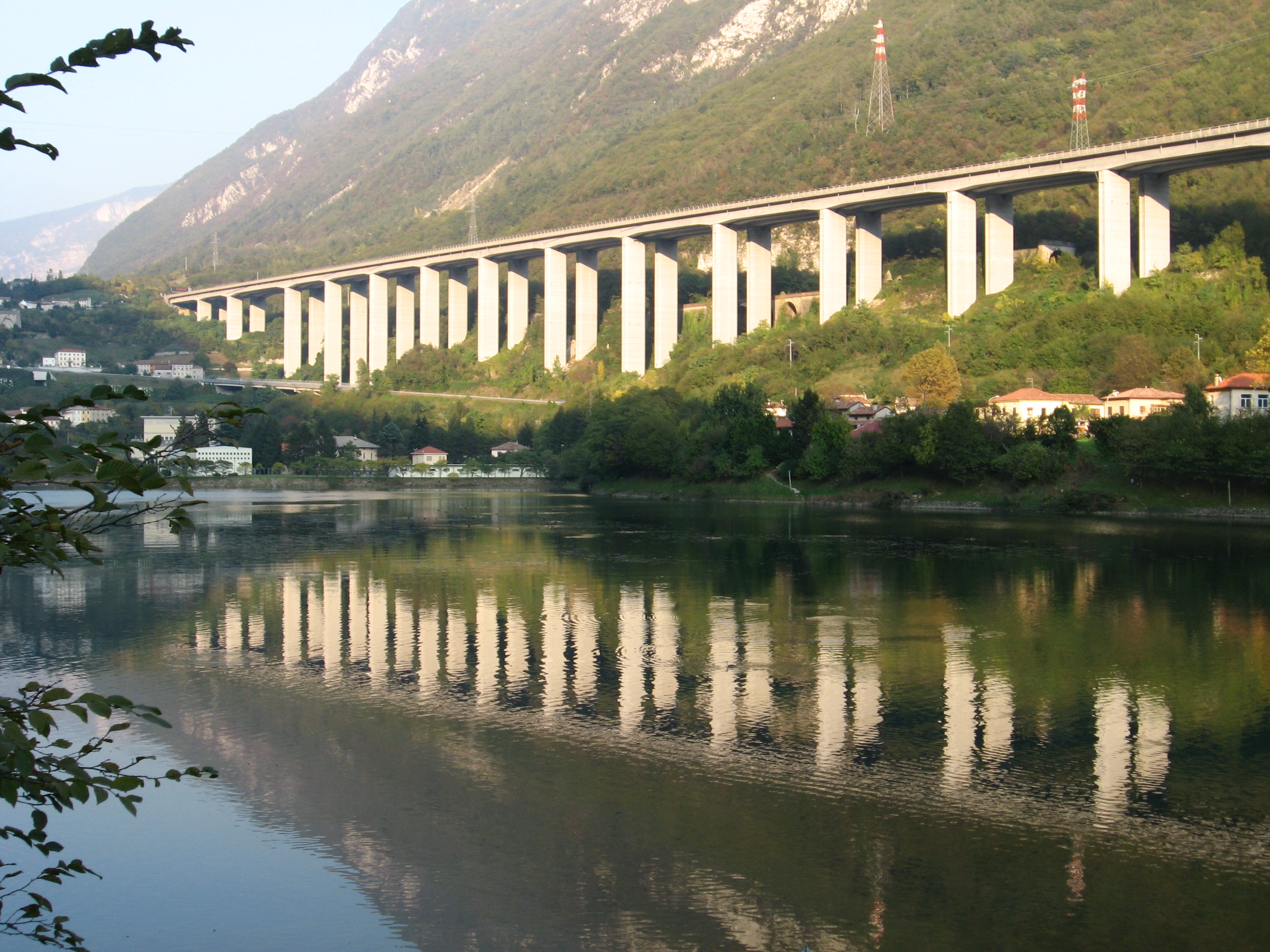
De A27 bij Vittorio Veneto.
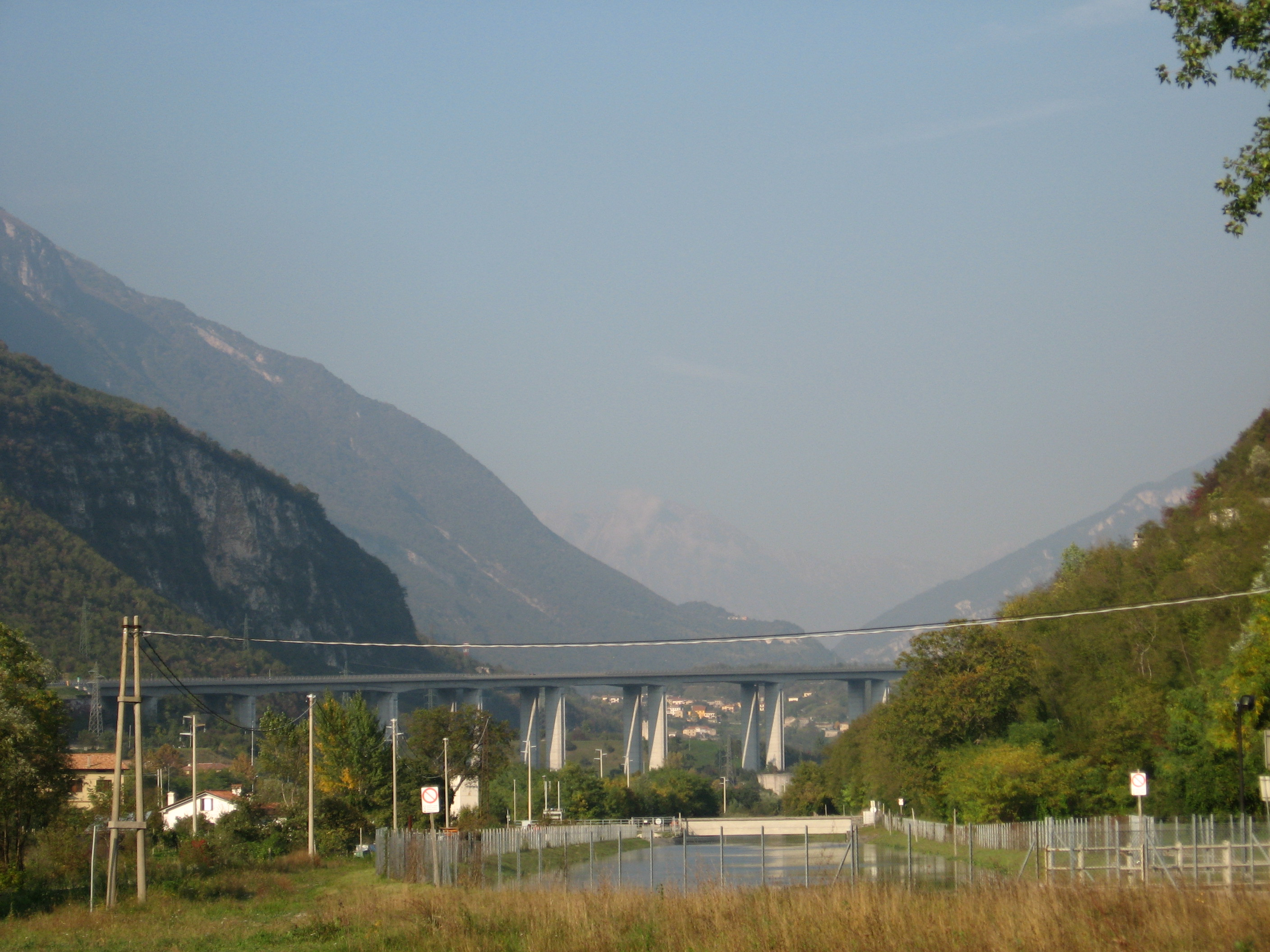
De A27 in Val Lapisina.